# Puerto deportivo de Motrico
El puerto deportivo de Motrico se sitúa en el municipio de Motrico, en la provincia de Guipúzcoa en el País Vasco en España. Fue inaugurado en 2011 tras la instalación de 301 amarres en la antigua dársena pesquera del puerto y la construcción de un dique exterior de protección para facilitar el acceso al mismo. Está gestionado por Euskadiko Kirol Portuak (EKP), empresa dependiente del gobierno vasco, y forma parte de la red de puertos deportivos de Guipúzcoa.

## Historia
Históricamente el puerto ha sido el corazón  y el motor económico de Motrico. Ubicado en una ensenada que se abre entre  los acantilados de Alcolea y el alto de Burumendi es un espacio natural protegido frente a las tormentas y marejadas provenientes del norte, esta cualidad le sirvió para ser uno de los más antiguos puertos cantábricos.  Fue conocido con el sobre nombre de concha de Motrico. Los primeros diques de piedra documentados se fechan en el siglo XIII. A principios del siglo XVII contaba ya con muelles y en el podían entrar navíos cargados hasta las trescientas toneladas. 
En 1877 Evaristo de Churruca, primer Conde de Motrico, diseñó los muelles de cobijo del puerto, cuya entrada estaba dificultada por las corrientes  marítimas y su dársena sufría, por el efecto de resonancia del oleaje, mucha inestabilidad. En 1932 se encargó al ingeniero Ramón Iribarren Cavanilles subsanar los problemas de oleaje dentro de la dársena, para este trabajo desarrolló el Método de cálculo de los planos de oleaje publicado a mediados del siglo XX convirtiéndose en una obra de referencia en el campo de ingeniería. Iribarren añadió una escollera en el dique frontal de la dársena, el que se encuentra frente a la entrada del puerto rompiendo así el efecto de resonancia que se daba en la misma y que incrementaba significativamente el oleaje en ella.
El declive de la actividad pesquera a finales del siglo XX llevó al surgimiento de una pujante actividad turística que fue ganando terreno en el mapa económico de la villa. En 2001 se planteó un plan de modernización del puerto en el que se contemplaba la creación de un puerto deportivo junto a uno comercial y otro pesquero que requería la construcción de un nuevo dique interior y uno exterior que facilitará el acceso al puerto, así como una  plataforma para el arreglo de barcos. De ese plan de modernización, ideado en 2002 e iniciado en 2005, solo se realizó el dique de abrigo exterior, el  cual es modificado en 2006 para  para instalar en el mismo una central undimotriz, la central undimotriz de Motrico, primera central comercial de estas características que con sus 16 turbinas que generan 970 Mwh de energía al año que fue inaugurada en 2011. El proyecto del dique exterior vuelve a ser modificado en 2008 para hacerlo más resistente a las inclemencias del mar, el 2007 fue especialmente fuerte en cuanto a temporales invernales, reforzando y aumentando el peso de los bloques. El incremento del coste de la obra hizo que que quedara a falta de completar 88 metros de alineación y el morro B del dique.
En 2007 se plantea desde Euskadiko Kirol Portuak (EKP), sociedad pública del Gobierno vasco, adscrita al departamento de Transportes y Obras Públicas del gobierno vasco, la construcción de puerto deportivo en Motrico. 2014 se construye en la dársena principal una infraestructura de amarres para barcos recreativos y deportivos con 301 amarres que pueden albergar embarcaciones con una eslora máxima de 14 metros y un calado máximo de 3 metros, así como toda una serie de instalaciones de servicio asociadas convirtiendo el puerto en un relevante puerto deportivo.
En 2025, tras las protestas y polémicas surgidas y promovidas por la  plataforma ecologista Mutriku Natur Taldea, el gobierno vasco toma la decisión de no completar el dique exterior realizando las obras de remate del mismo, obras que comenzarán en noviembre de ese año con la intención de finalizarlas en 2027.

## Características y Servicios
Características
- Coordenadas: 43° 18' 31 N 2° 22' 52 W
- Número de amarres: 301

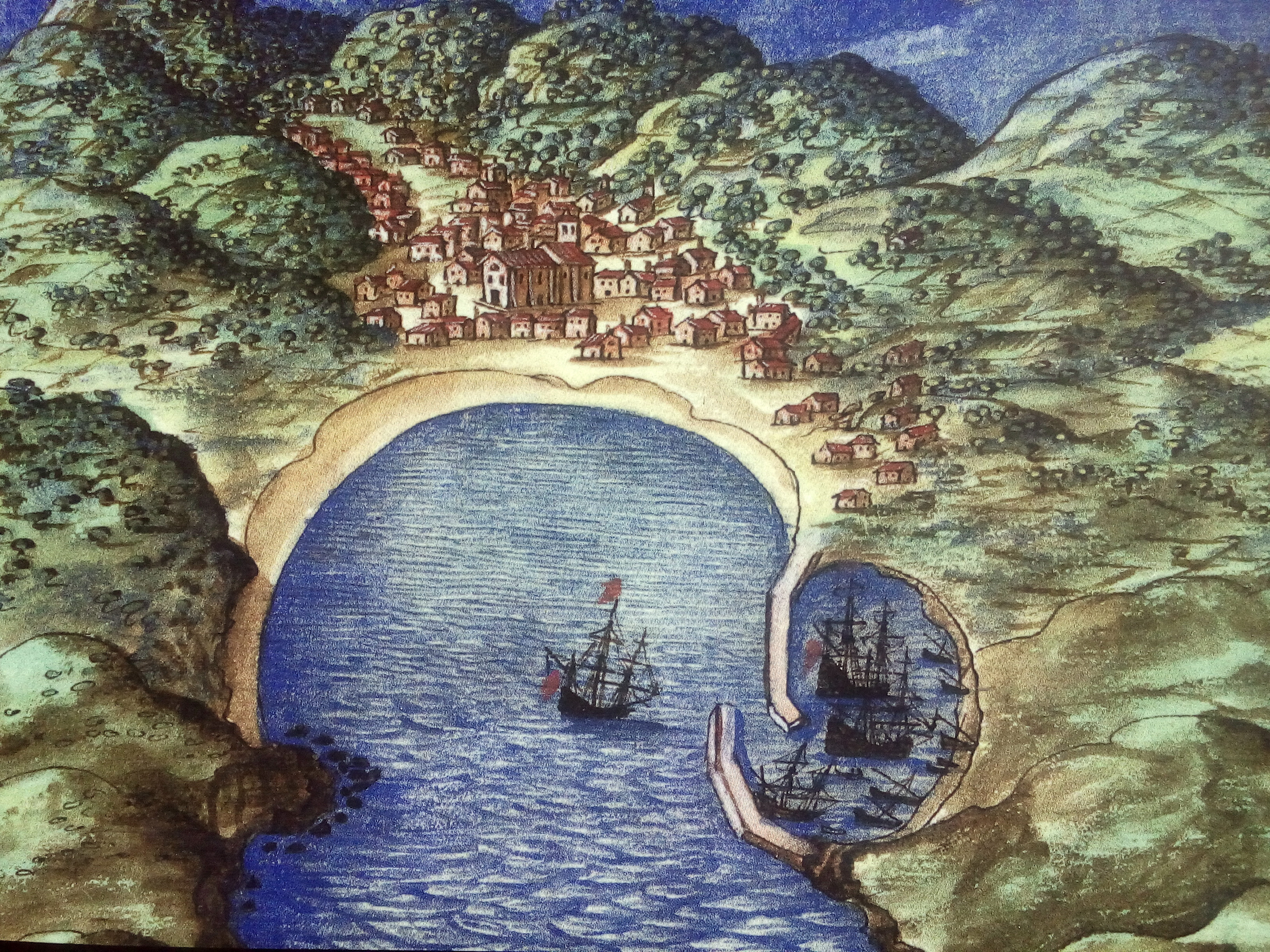
Ilustración del puerto de Motrico extraída de El atlas del rey planeta: La descripción de España y de las costas y puertos de sus reinos, de Pedro Texeira (1634)

- Eslora máxima: 14 metros, para mayor eslora hay que consultar.

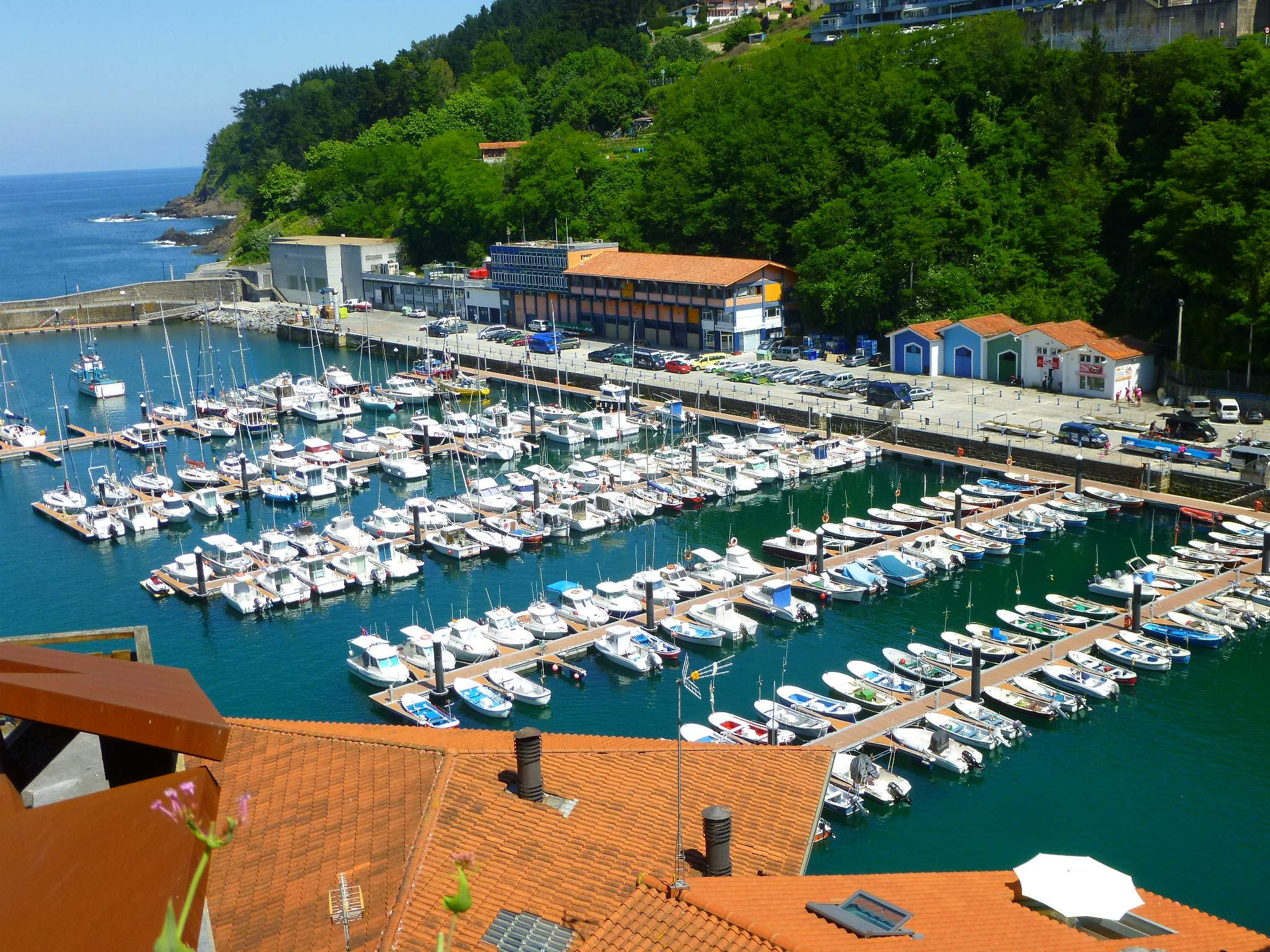
Vista general del puerto en 2015.

- Calado máximo: 3 metros
- Canal VHF: 9
- Carrera de Marea: 4,5 metros.
- Anchura: 60  metros.
- Calado en B.M.V.E: 3  metros.
- Orientación: NE

Servicios disponibles
- Meteorología
- Capitanía
- Duchas
- Grúa
- Aparcamiento
- Pantalán
- Playa
- Gasolinera
- Bar
- Pantalán[4]